# Mega Tjaffer
De Mega Tjaffer is een automodel van het Franse bedrijf Aixam (bekend van de brommobieltjes) dat als Mega ook auto's produceerde. De Tjaffer was gebaseerd op de Citroën AX en werd gebouwd tussen 1992 en 1998. Het modulaire vrijetijdsvoertuig kon afhankelijk van de behoefte omgebouwd worden tot pick-up, break, coupé of cabriolet.

## Geschiedenis
De Mega Tjaffer kwam in 1992 op de markt. De fabrikant was Aixam, gevestigd in Aix-les-Bains (Savoie), de productie van de Tjaffer vond echter plaats in Chanas (Isère). De importeur in Nederland was Citroën-specialist Jaap van den Broek uit Nieuwleusen, die ook de naam Tjaffer bedacht. De in het buitenland gevoerde type-aanduidingen waren Club, Cabriolet en Ranch.
De Mega Tjaffer was in feite een Citroën AX met een kunststof carrosserie op een gegalvaniseerd chassis. Veel interieurdelen van de Tjaffer (zoals dashboard, stuur, bedieningsknoppen en stoelen) waren eveneens grotendeels afkomstig van de AX. Door zijn eigenwijze uiterlijk, kunststof carrosserie, Citroën-techniek en multifunctionaliteit werd de overeenkomst met de Citroën Méhari al gauw getrokken. Maar de Mega Tjaffer was een volwaardiger auto, degelijker en beter in staat om als dagelijks vervoermiddel te dienen dan de Méhari.
Er was keuze tussen een 1,1 of 1,4-liter benzinemotor of een 1,5-liter dieselmotor. Standaard had de Tjaffer voorwielaandrijving, ook was een  4×4 leverbaar die was afgeleid van de vierwielaangedreven AX. Door het ontbreken van lage gearing was het geen echte terreinauto; wel was de 4×4 in staat om gemakkelijk door sneeuw of modder te rijden. Door het lage gewicht (80 kg zwaarder dan een normale Tjaffer) waren de terreinkwaliteiten heel behoorlijk. Mede door de gemonteerde 14 inch wielen werd de bodemvrijheid met 5 cm verhoogd tot 19 cm.
De bovenbouw was grotendeels verwijderbaar. Naar wens konden alleen de dakpanelen uitgenomen worden of kon de achteropbouw worden gedemonteerd. De achteropbouw zat vast met drukknoppen en ritsen. Wilde men nog meer open rijden dan konden ook de deuren worden gedemonteerd. De stoelen waren bekleed met skai en daarmee vochtbestendig.
De prijs van een nieuwe Tjaffer varieerde in Nederland van 12.000 euro voor de 1.1i tot 18.600 euro voor de 4×4 diesel. De auto werd standaard zonder dak en zonder deuren geleverd. De break-, coupé of cabrio-opbouw waren apart verkrijgbaar als het zogenaamde Wind & Waterdicht-pakket.
De productie werd in 1998 gestaakt. Er zijn in Nederland zo'n 150 stuks verkocht.

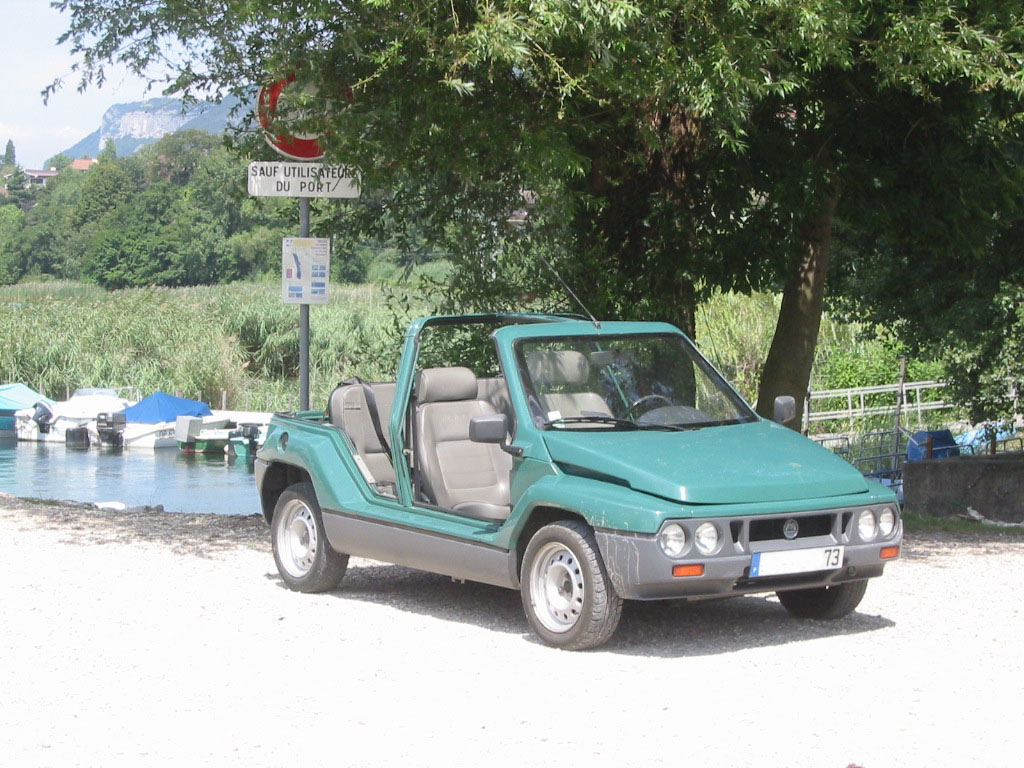
Open
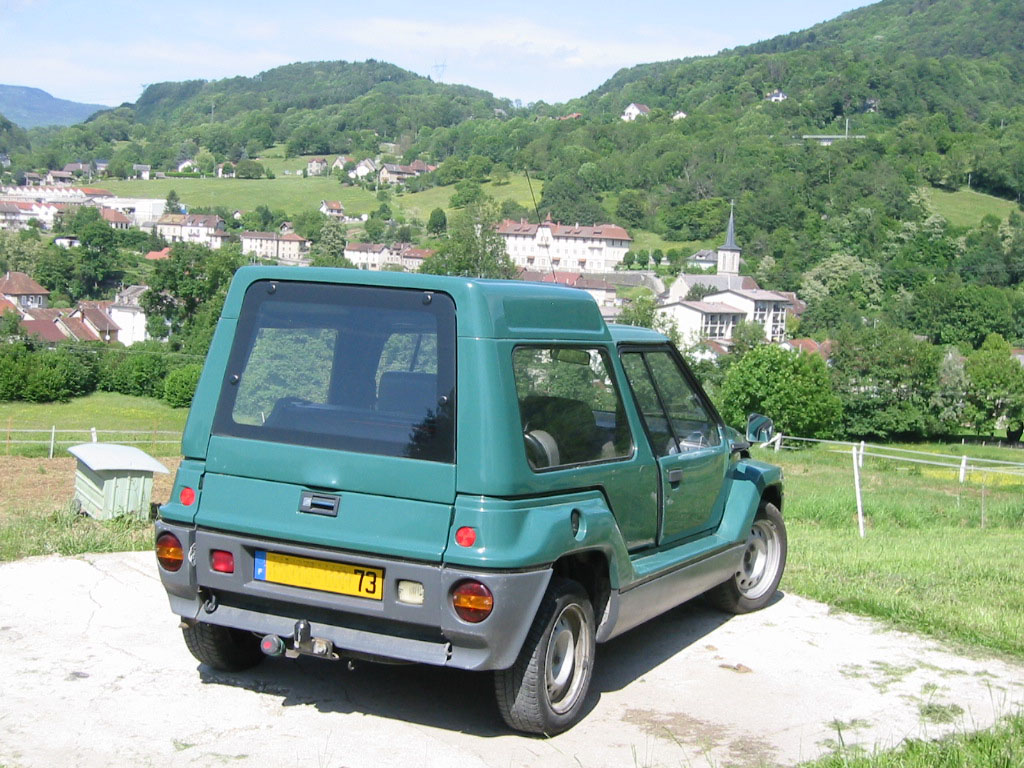
Break (verhoogd)
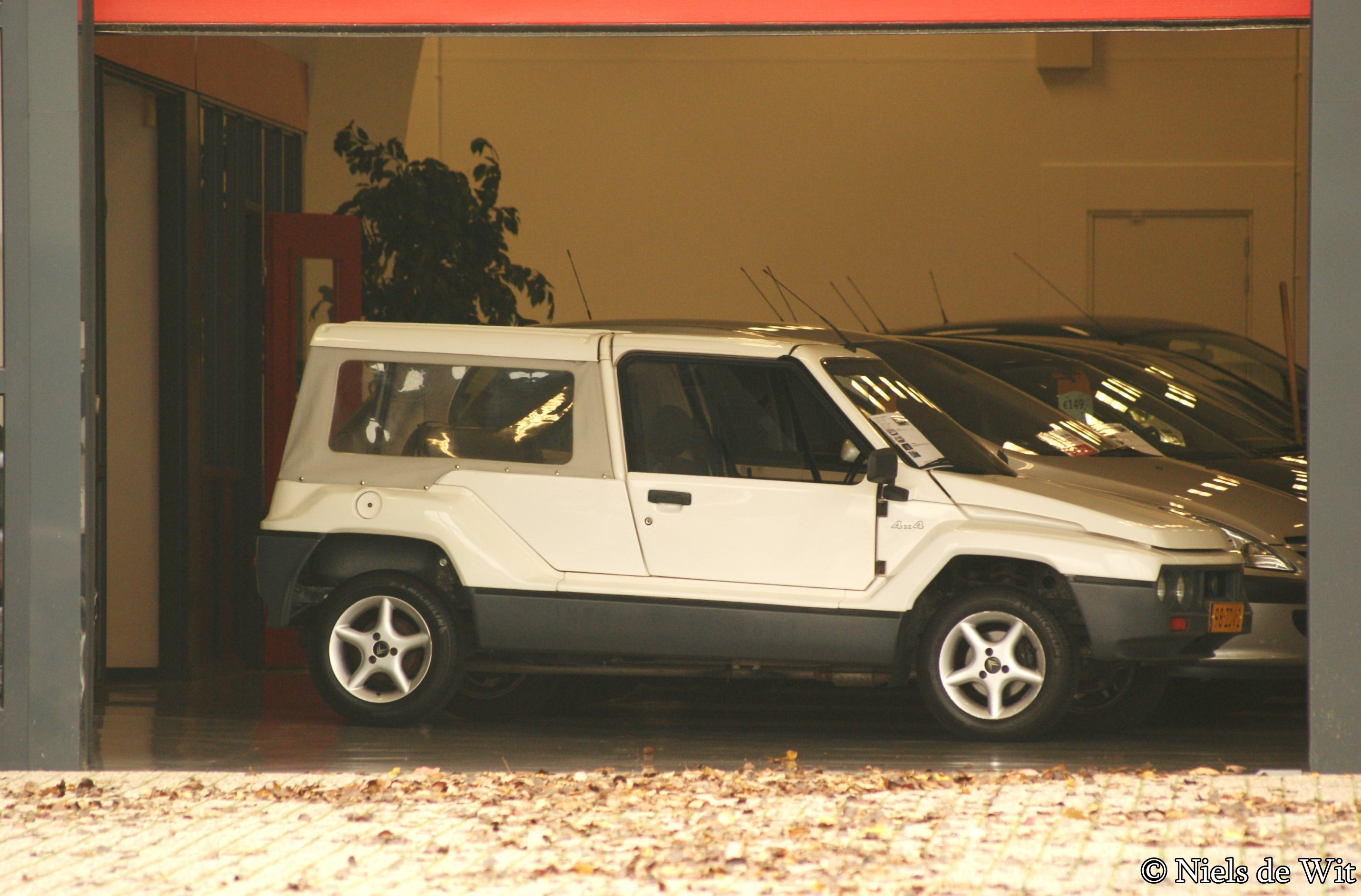
4×4 Cabrio